# بنتيتسه، سفيلتا ناد سازانفو
بنتس (بالتشيكية: Benetice, بنتيس) هي قرية تقع في جمهورية التشيك.
www.benetice.eu